# Aošima (nádraží)
Aošima (japonsky 青島駅, Aošima-eki) je neobsazená železniční stanice společnosti JR Kjúšú na trati Ničinan. Zastavují zde osobní i spěšné vlaky.